# Goffredo I di Tubinga
Goffredo I di Tubinga, detto Götz (... – 30 gennaio 1316), fu conte di Böblingen dal 1271 e conte palatino di Svevia dal 1294 fino alla sua morte.

## Famiglia

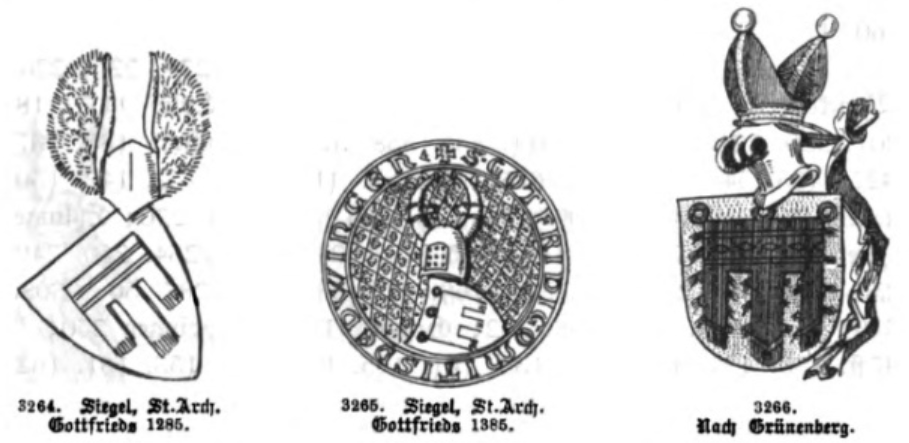
Sigillo e stemma di Goffredo I di Tubinga dal libro dello stemma dell'Alberti.

Goffredo I era figlio del conte di Asperg e di Böblingen Rodolfo IV († 1271), figlio di Guglielmo I di Tubinga, e Liutgarda di Calw. Sposò Elisabetta di Fürstenberg alla quale, con un atto prodotto a Böblingen il 28 maggio 1295, diede come morgengabio i villaggi di Gechingen e Schönaich, al posto del villaggio di Möhringen, quale era stato venduto all'ospedale di Esslingen.
Dalla moglie ebbe otto figli:
- Guglielmo II († 1327), conte palatino di Svevia e conte di Böblingen. Sposò Heilika di Eberstein, dalla quale ebbe Goffredo II († 1369), ultimo conte palatino di Svevia della casa di Tubinga;
- Goffredo II, conte di Böblingen;
- Enrico II, conte di Böblingen;
- Agnese, che sposò Ulrico di Rechberg il Vecchio;
- Ugo;
- Egon, comandante della commenda dei cavalieri teutonici di Bolzano;
- Beatrice;
- Villiberga (1291 ca. – dopo il 1320)[4], che nel 1313 sposò il conte di Teck-Oberndorf Ermanno II (1283 circa – dopo il 10 giugno 1319)[5].

## Biografia

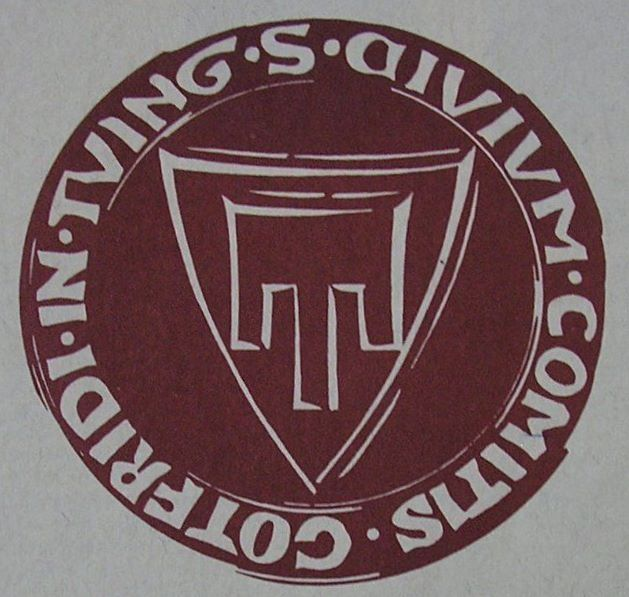
Sigillo del conte palatino di Svevia Goffredo di Tubinga.

Dopo la morte di suo zio Ulrico I di Tubinga-Asperg († 1283) Goffredo primo assunse la reggenza su Asperg, come testimoniano numerosi documenti, finché non gli successe suo cugino Ulrico II di Tubinga-Asperg. Nel 1294 suo cugino Eberardo gli vendette la contea palatina di Svevia.

### Doni e vendite al monastero di Bebenhausen
Goffredo I, con il consenso di sua moglie e per il bene della sua anima, concesse al monastero di Bebenhausen il diritto di patronato su Echterdingen e il villaggio di Schönaich con tutti i diritti associati, a condizione che, se avesse avuto una discendenza legittima, il monastero avrebbe acquisito il suddetto villaggio solo dopo la sua morte e fino a quando non la sua famiglia non avesse ricevuto una pensione di 300 marchi d'argento. Il 15 maggio 1295 vendette al monastero Fronhof e altre proprietà a Tubinga e nei dintorni di Bebenhausen.

### Castello di Roseck
L'ex castello di Roseck (in latino castrum Rosseccke) vicino a Unterjesingen, menzionato per la prima volta nel 1287, fu probabilmente costruito originariamente dai conti palatini di Svevia della casa di Tubinga all'epoca degli Hohenstaufen di Svevia (1138–1254). Nel 1287, dopo anni di resistenza, Goffredo I si sottomise al re dei Romani Rodolfo I d'Asburgo, venendo costretto a cedere la fortezza al sovrano.

### Castello di Kellmünz
Il castello di Kellmünz appartenne alla casa di Tubinga fino alla morte di Goffredo I. Infatti, alla sua morte Kellmünz an der Iller e Sindelfingen vennero ereditati dalla figlia Agnese, che era sposata con Ulrico di Rechberg il Vecchio. 